# Towson University Women's Volleyball
La Towson University Women's Volleyball è la squadra pallavolo femminile appartenente alla Towson University, con sede a Towson (Maryland): milita nella Coastal Athletic Association della NCAA Division I.

## Storia
Il programma di pallavolo femminile della Towson State University viene fondato nel 1976. Dopo aver fatto parte inizialmente della AWAI Division I, nel 1982, alla dissoluzione di quest'ultima, si affilia alla NCAA Division I, iscrivendosi inizialmente alla East Coast Conference e poi alla Big South Conference, conquistando un titolo in entrambe le conference.
Dopo aver giocato nella America East Conference, cambiando nel frattempo denominazione in Towson University, si trasferisce Colonial Athletic Association (in seguito Coastal Athletic Association): conquista diversi titoli di conference, iniziando a partecipare alla post-season con continuità.

## Record
| Piazzamento          |   | Edizione                                                     |
| -------------------- | - | ------------------------------------------------------------ |
| Tornei NCAA          | 6 | Secondo turno: 1 2019                                        |
| Tornei NCAA          | 6 | Primo turno: 4 2004, 2020, 2021, 2022                        |
| Tornei NCAA          | 6 | Play-in games: 1 1994                                        |
| Titoli di conference | 7 | East Coast Conference: 1 1984                                |
| Titoli di conference | 7 | Big South Conference: 1 1994                                 |
| Titoli di conference | 7 | Coastal Athletic Association: 5 2004, 2019, 2020, 2021, 2022 |

## Conference
- East Coast Conference: 1982-1991
- Big South Conference: 1992-1994
- America East Conference: 1995-2001
- Coastal Athletic Association[1]: 2002-

## Allenatori
- Margo VerKruzen: 1976-1977
- GailAbrams: 1978
- Arlene Geppi: 1979-1984
- Terry McQuaid: 1985-1987
- CarolAnsell: 1988
- Cathy Cain: 1989-1998
- Catherine Lavery: 1999
- Chris Riley: 2000-2005
- Paul Koncir: 2006-2009
- BruceAtkinson: 2010-2012
- Don Metil: 2013-

## Denominazioni precedenti
- 1976-1997: Towson State University Women's Volleyball